# Randolph County, Arkansas
Randolph County är ett administrativt område i delstaten Arkansas, USA. År 2010 hade countyt 17 969 invånare. Den administrativa huvudorten (county seat) är Pocahontas.

## Geografi
Enligt United States Census Bureau har countyt en total area på 1 699 km². 1 689 km² av den arean är land och 10 km² är vatten. 

### Angränsande countyn
- Oregon County - nordväst
- Ripley County, Missouri  - nordöst
- Clay County - öst
- Greene County - sydöst
- Lawrence County - syd
- Sharp County - väst